# Mi-12 (航空機)
Mi-12
アエロフロートのMi-12（1971年）
- 用途：輸送ヘリコプター
- 製造者：M・L・ミーリ記念モスクワ・ヘリコプター工場
- 初飛行：1968年7月10日[1]
- 生産数：2機[1]
- 運用状況：試作のみ

ミル Mi-12（NATOコードネーム：ホーマー、"Homer"）は、ソビエト連邦で開発された世界最大のヘリコプターである。試作のみで量産は成されなかった。なお「Mi-12」という名称は一般的に使用されず、プロトタイプとしての名称である「V-12」と呼ばれる場合が多い。

## 概要
Mi-12はM・L・ミーリ記念モスクワ・ヘリコプター工場（ミル）が製造した機体の中で、唯一テイルローターを装備しない機体として設計された。2つの主ローターを、サイド・バイ・サイド・ローター方式で装備しており、各主ローターは逆方向に回転する。各主ローターにはミル Mi-6から流用された双発エンジンがそれぞれ取り付けられており、エンジンは計4基となる。機体尾部には大型の垂直尾翼及び水平尾翼が装備されている。キャビン内部には、搭載量10トンのクレーンが設置された。
本機は、ミサイルの主要部品を運ぶことのできる大型ヘリコプターの要求から開発が開始された。
30,000 kgの重量物吊下を目標としたMi-12の試作機の製造は1965年に始まり、1968年7月10日に初飛行した。1969年2月の飛行試験では、試作機が31,030 kg のペイロードを2,951m (9,682 feet)の高度まで吊り上げた。また、1969年8月6日にはMi-12は44,205 kg (88,636 lb) の重量を2,255m (7,398 feet) の高度まで吊り上げ、世界記録を樹立している。
登録番号CCCP-21142 / H-833をつけたもう1機のMi-12が製造され、1971年にル・ブルジェ空港で開催されたパリ航空ショーを含むヨーロッパ中で披露された。しかし、Mi-12は設計要求に合致せず、2機を製造したのみで開発計画は中止された。
確認されている事故はテスト飛行中のハードランディングで、これにより前車輪が曲がった。修理後にテストが続けられた。
現存する1機はロシアのモニノ空軍博物館に、もう1機はモスクワ近郊のリュベレツキー地区のパンキ=トミリノ（Panki-Tomilino）にあるミル ヘリコプター工場に保管されている。
なお、ソビエト連邦では本機と同様のサイド・バイ・サイド・ローター方式を採用したKa-22も開発されたが、こちらも4機が試作されたのみで量産されることは無かった。

## 運用
ソビエト連邦
ソ連空軍

## 性能・主要諸元
- 乗員：6名

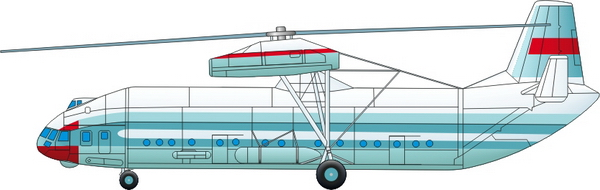

- 積載量：40,000 kg (88,000 lb)
- 全長：37.00 m (121 ft 4 in)
- 全高：12.50 m (41 ft 0 in)
- 主回転翼直径：2x 35.00 m (114 ft 10 in)
- 円板面積：1,924 m² (20,700 ft²)
- 円板荷重：50 kg/m² (10 lb/ft²)
- 空虚重量：69,100 kg (152,000 lb)
- 全備重量：97,000 kg (213,400 lb)
- 最大離陸重量：105,000 kg (231,000 lb)
- 推力重量比：0.20 kW/kg (0.12 hp/lb)
- 発動機：D-25VFターボシャフト エンジン×4、4,048kW(6,497shp)
- 超過禁止速度：260 km/h (163 mph)
- 航続距離：1,000 km (625 miles)
- 巡航高度：3,500 m (11,480 ft)